# Théo Anast
Pour les articles homonymes, voir Theo.
Pas d'image ? Cliquez ici

a Compétitions nationales et continentales officielles uniquement.

b Matchs officiels uniquement.
Théo Anast, né le 9 janvier 1966, est un joueur français de rugby à XIII des années 1980 et 1990.

## Carrière en Rugby à XIII

### Équipe de France
- International (6 sélections) 1993, 1994, opposé à:
  - Grande-Bretagne: 1993[Ref 1], 1994[Ref 1],
  - Papouasie.Nlle Guinée: 1994[Ref 2],
  - Australie: 6 juillet 1994[Ref 3],
  - Fidji: 1994[Ref 2].